# Kewa (botanica)
Kewa Christenh. è un genere di piante angiosperme dell'ordine Caryophyllales, unico genere della famiglia Kewaceae Christenh..

## Tassonomia
Nella classificazione tradizionale (Sistema Cronquist, 1981) le specie di questo genere erano incluse nel genere Hypertelis della famiglia Molluginaceae.
Uno studio filogenetico del 2014 ha proposto la segregazione del genere Kewa in una famiglia a sé stante (Kewaceae), posizione che è stata validata dalla classificazione APG IV del 2016.
Il genere comprende le seguenti specie:
- Kewa acida (Hook.f.) Christenh.
- Kewa angrae-pequenae (Friedrich) Christenh.
- Kewa arenicola (Sond.) Christenh.
- Kewa bowkeriana (Sond.) Christenh.
- Kewa caespitosa (Friedrich) Christenh.
- Kewa salsoloides (Burch.) Christenh.
- Kewa suffruticosa (Adamson) Christenh.
- Kewa trachysperma (Adamson) Christenh.